# Gels Å
Gels Å är ett vattendrag i Danmark. Det ligger i Region Syddanmark, i den sydvästra delen av landet. Gels Å är källflöde för Ribe Å.